# Poa dolichophylla
Poa dolichophylla là một loài cỏ trong họ hòa thảo, thuộc chi poa.